# Mark Andrews (luchador)
Mark Andrews (Cardiff, Gales, 25 de enero de 1992) es un luchador profesional galés que actualmente está firmando con Impact Wrestling. Es conocido por su trabajo para la empresa WWE, en donde se presentaba en la marca NXT UK. También se lo conoce por su paso por TNA como Mandrews y por empresas independientes. Fue Campeón Mundial en Parejas de Impact junto a Morgan Webster en su primer reinado.

## Carrera

### Circuito independiente (2006-2016)
Durante 10 años, Andrews ha trabajado para múltiples empresas independientes de Reino Unido, tales como NWA UK, Attack! Pro Wrestling, ICW, FWQ, PCW y más.
Andrews comenzó a entrenar a la edad de 13 años, en el descubrimiento de la NWA escuela de formación de País de Gales en Newport . Así como la formación allí bajo Edd Ferris, Andrews viajaría a Kent tres veces al año para asistir a la NWA UK HAMMERLOCK para entrenar, donde aprendió de luchadores como John Ryan, Paul Tracy y Andre Baker. Es aquí donde conoció a Zack Sabre Jr. , que llegaría a convertirse en el mentor de Andrews.
Fue en NWA Gales que Andrews hizo su debut en la lucha libre, apareciendo en una Batalla Real en 2006, en un espectáculo que también contó con futuro luchador de TNA Magnus .
Poco después, Andrews comenzó a competir con una máscara, utilizando el nombre de "The Lightning Kid". Él ha indicado que se trataba de ocultar su corta edad en las audiencias. En 2006 y 2007 se limitaba a las promociones en Gales del Sur. Su primera aparición fuera de Gales fue en el Festival de 2007 Holbrooks en Coventry , que fue notable, ya que es donde conoció a su amigo de mucho tiempo (y rival de lucha libre), Pete Dunne .
En enero de 2008 Andrews hizo su primera aparición internacional, cuando fue trasladado a Madrid para competir en la Super Wrestling Alliance (SWA). En 2009, Andrews comenzó a ganar la exposición en la escena de lucha independiente de Gran Bretaña, haciendo apariciones de lucha del Campeonato Británico y Lucha Premier británico; donde compitió contra el también británico y futuro TNA y WWE Noam Dar. En noviembre de 2009 también luchó en IPW: UK, evento en Chatham, Kent, en contra de su mentor y amigo Zack Sabre Jr.
En 2010, Andrews comenzó a aparecer regularmente en Coventry Lucha Triple X . Apareció como parte de un equipo llamado "El NexXxus", una parodia de la " Nexus facción" en la WWE . Bajo el nombre de "Mandrews Tarver", Andrews se unió a sus compañeros 'novatos' Wade Helix (Helix), Hitch Sheffield (Wild Boar), Phil Otunga (Phil Ward) and Gav Gabriel (Morgan Webster), atacando a varios miembros del roster.
En 2011, Andrews debutó en Insane Championship Wrestling (ICW) en Glasgow, y compitió en Premier British Wrestling, en una lucha de 6 hombres en Irevine. También hizo dos apariciones para en el aquel momento recién reformado Wrestling Alliance Frontier (FWA), sobre todo en un encuentro contra el rival de mucho tiempo Wild Boar en Thorpe Park .
Andrews comenzó a hacer apariciones de Preston City Wrestling , donde dos veces quedó corto en los encuentros de Bubblegum Campeonato Peso Crucero PCW 's; incluyendo en un partido de Triple Amenaza que también incluía Austin Aries. Tal vez lo más notable fue un combate de Andrews contra Kris Travis en "SuperShow PCW 4", el cual recibió numerosos elogios, incluyendo el ser nominado para el "Combate del Año de Reino Unido" en los Spirit Fighting Magazine del 2014; el segundo año consecutivo Andrews había sido nominado por el honor.
En Attack! Pro Wrestling, Andrews tomó el papel de Pikachu. Y presentaron la segunda entrega de sus populares programas temáticos de videojuegos, "Press Start Level 2". Tomando a Arthur Klauser-Saxon (Tyler Bate), que se llamó como Machoke, Andrews recogió la victoria para ganar el Campeonato 24/7 por segunda vez. Al igual que con su primer reinado, no mantuvo el título por mucho tiempo - con T-Bone ganar el título casi de inmediato, con el estilo de Bowser. En el siguiente espectáculo, Andrews nuevamente recuperó el título, derrotando a los actuales campeones Sam Bailey y Zack Gibson en un partido de fútbol con temas, junto a Pete Dunne. Por tercera vez, Andrews perdió el título casi tan rápidamente como lo había ganado, con Lana Austin y Nixon Newell golpeando la misma tarde para tomar el cinturón.
Andrews también hizo otro viaje corto a los independientes de Estados Unidos en 2014, que incluía una apariencia oscura partido en el evento "Good As Gold" de DreamWave en LaSalle, Illinois . Además del viaje de EE. UU., Andrews también hizo su debut con el galardonado de Alemania Westside Xtreme Wrestling . Al aparecer en el Mülheim pata de la "unidad de wXw Champions Tour", Andrews se asoció con Pete Dunne y Chris Brookes, perdiendo a Big Daddy Walter, Axel Dieter Jr. y Da Mack.
Andrews consiguió en 2014 ser considerado por Fighting Spirit Magazine el "Mejor Luchador de Reino Unido" y "Mejor Tag Team de Reino Unido" (con Eddie Dennis), junto a su nominación de "Lucha del Año de Reino Unido" por su encuentro en PCW contra Kris Travis. Mientras tanto, el UKFF votó a Andrews como el 3er mejor luchador en el Reino Unido, con una serie de comentarios gratuitos, incluyendo: "Mark es el joven símbolo del resurgimiento que la lucha británica está viendo en este momento, siendo talentoso, simpático, y realmente fresco".
Después de firmar un contrato con Total Nonstop Action Wrestling , se confirmó que Andrews se estaría moviendo en Estados Unidos. Andrews "promoción" casa ", Attack! Pro Wrestling, organizó un concierto de despedida el 24 de enero de 2015. Bajo el título "Mandrews va a América", el programa se llevó a cabo en el Centro de la Comunidad Cathays en Cardiff , un pequeño lugar a pocos minutos de donde Andrews creció. Encabezada por la promesa de Andrews vs su amigo de mucho tiempo Pete Dunne, y las entradas para el show se agotaron en sólo 12 minutos. En el evento, Andrews derrotó a Dunne, quien atacó brutalmente a Andrews después.
A principios de 2016, Andrews y Nixon Newell formaron el equipo de Saved By The Bell y el 27 de marzo de 2016 derrotaron a #CCK (Chris Brookes y Kid Lykos) en Attack! para ganar los Campeonatos en Pareja en un Ladder Match. Y perdieron los títulos de #CCK el 21 de agosto de 2016 a una revancha en Cardiff.

### Chikara (2011-2015)
En agosto de 2011, Andrews viajó a Pensilvania , para hacer su debut con Chikara. Otorgado un lugar en el Young Lions Copa IX, siendo su primer combate un Fatal de 4 Equinas Eliminatorio, teniendo en Tadasuke , Nick Jackson y Sean Sur. Tadasuke ganó el partido, eliminando finalmente a Andrews en el camino a la victoria.
En 2014, apareció en el evento anual de Chikara, King of Trios 2014 como equipo del Reino Unido con Pete Dunne y Damian Dunne. El equipo derrotó a Bloc Party en la primera ronda, avanzando a los cuartos de final, donde fueron luego derribado por la The Devastation Corporation. En la tercera noche del torneo, Andrews apareció en la acción individualmente, derrototando a Oliver Grimsly.
Andrews fue parte de Chikara en su primera gira por Reino Unido, obteniendo una victoria sobre The Colony el 31 de abril de 2015, en un espectáculo en Cardiff , Gales. Por segundo año consecutivo, participó en el torneo King of Trios de Chikara, haciendo equipo con 'Flash' Morgan Webster y Pete Dunne. Perdiendo ellos su combate en la primera ronda contra The League of Nations. Sin embargo, durante ese fin de semana Andrews también compitió por Chikara anual del Rey de Voladores título, ganando el torneo al derrotar en la final Shynron.

### Progress Wrestling (2012-presente)
En 2012, Andrews apareció en Progress Wrestling en el episodio 2: The March of Progress in June, Andrews reanudó su rivalidad con Wild Boar, llevándose la victoria. Andrews regresó al episodio 3: Cincuenta Sombras de Dolor, derrotando a Xander Cooper, a continuación, antes de entrar en el torneo de la Serie Nacional de la promoción. En su partido de primera ronda en el episodio 4: La Balada de El Ligero, Andrews tomó Will Ospreay. Ambos hombres recibieron una ovación de pie de los aficionados de Progress tras el combate.
En 2013, Andrews participó en el Natural Progression Series Tournament, que ganó Andrews para reclamar el trofeo y un combate por el título garantizado. Andrews sacó provecho de su tiro de la noche, derrotando Rampage Brown para ganar el título. Sin embargo, el reinado fue de corta duración, como Jimmy Havoc cobró en otra oportunidad por el título garantizado en la misma noche, robando el título después de golpearlo varias veces con una silla. Andrews recibió una revancha por el Campeonato de Progress en el episodio 13: Increíble Jeff, que en última instancia Andrews perdió después de la interferencia de Paul Robinson. En el transcurso del año, Andrews también se asoció con su amigo Eddie Dennis, quien había entrado en el torneo por los Campeonatos en Pareja de Progress, celebrada en los episodios 11 y 12. La pareja, conocida como la FSU, ganaron el torneo y se coronaron en la promoción por primera vez como campeones. Esto convirtió a Andrews en el primer Campeón de Triple Corona de Progress, después de haber ganado los tres logros principales de la promoción. Eddie y Andrews y defendieron con éxito los títulos dos veces más en 2014.
En enero de 2015, por fin mostrar el progreso de Andrews antes de comenzar a trabajar para TNA en América, Eddie Dennis estaba programado para enfrentarse a él por posesión exclusiva de los Campeoonatos en Pareja de Progress, pero dos anónimos atacaron y se produjo un combate improvisado, donde los anónimos ganaron. Andrews y Dennis se enfrentaron a continuación, venciendo Dennis en el combate.
Andrews regresó a Progress en noviembre de 2015, salvando al campeón Will Ospreay de una paliza posterior al combate por Paul Robinson. Andrews solicitó entonces una oportunidad por el título, señalando que cuando los dos se habían enfrentado previamente entre sí en Progress, Ospreay no había ganado ninguno de sus combates. Andrews perdió posteriormente su lucha por el título otorgado contra Ospreay en enero de 2016, aunque el éste alcanzó el puesto número seis en el Top 10 Mejores Combates de Progress del año, votado por los aficionados de la promoción. Andrews, posteriormente, se vio envuelto en una pelea con The Origin (el equipo antes conocido como el anónimo) trabajando en equipo con Eddie Dennis y Jack Gallagher en el primer show de Progress en Mánchester, perdiendo un combate por equipos de 6 vs 6 para el equipo de origen de David Mastiff, Nathan Cruz y El Ligero. Andrews y Dennis, como FSU, lucharon en dos ocasiones por los títulos en pareja, perdiendo ambos combates ante Cruz y El Ligero.
En mayo de 2016, Andrews entró torneo Super Strong Style 16 del Progress, por primera vez, perdiendo en la primera ronda ante Chris Hero. Sin embargo, como Marcos Haskins tuvo que abandonar debido a una enfermedad, Andrews ocupó su lugar tras ganar una lucha de diez hombres. Luego pasó a vencer a Mikey Whiplash en los cuartos de final y Zack Gibson en las semifinales, fue derrotado por Tommy End en la final. Durante el evento de lucha libre Progress vs Smash Wrestling en septiembre de 2016, Andrews compitieron en los tres espectáculos - perder a Brent Banks y ganando los combates contra Scotty O'Shea y Kevin Bennett. En el episodio 36 en la Academia Brixton , Andrews se asoció con Eddie Dennis, Jack Gallagher y Damon Moser, perdiendo contra The Origin. En el capítulo 38, Andrews y Matt Cross para ser el contendiente nro.1 al Campeonato Smash de Progress, donde perdió.
Andrews se convirtió en el contendiente nro.1 al Campeonato Mundial de Progress en enero de 2017, al ganar el combate Thunderbastard contra otros siete oponentes en el episodio 43.

### Total Nonstop Action Wrestling (2014-2017)
Andrews luchó en un Dark Match contra DJ Z el 7 de septiembre de 2014, combate el cual perdió, durante una grabación de Impact Wrestling en Fayetteville, Carolina del Norte. En octubre de 2014, Andrews participó en un British Boot Camp de TNA, ganándose así un contrato con la empresa.
Debutó en televisión para Impact Wrestling el 23 de enero de 2015 en un combate que involucró a Michael Hutter y Jeremy Borash, donde salió de entre la multitud para ayudar a Jeremy y Rockstar Spud de Michael y su escolta Tyrus . Andrews hizo su debut en el ring una semana más tarde bajo el nombre de Mandrews, combinación de su nombre, haciendo equipo con Spud para derrotar The BroMans (Robbie E y Jessie Godderz). Y continuó ayudando a Rockstar Spud y Jeremy Borash en su pelea con Michael Hutter y Tyrus, donde Spud y Mandrews perdieron ante Tyrus en un combate en desventaja de 2 vs 1, en Impact Wrestling Lockdown. Mandrews se incluyó como un participante en la Serie Mundial del título de TNA como miembro del "Grupo de la División X". Sin embargo no fue capaz de ganar ninguno de sus combates.
A principios de 2016, Andrews fue parte de la gira de impacto máximo de TNA del Reino Unido. Fue llamado por Mike Bennett el 16 de febrero en un espectáculo en Mánchester, posteriormente perdiendo contra Bennett. Tras esto, durante el mismo año, participó en muchos combates de la División X, perdiendo.
En el episodio 6 de la de octubre de Impact Wrestling, Mandrews participó en un nuevo concepto llamado TNA Team X Gold, haciendo equipo con Braxton Sutter y DJZ , con el equipo conocido como "Go for Broke." Que iría en contra de The Helms Dynasty y Marshe Rockett . El 24 de noviembre episodio de Impact Wrestling, el equipo derrotó a éstos y a Decay en un combate para definir a los contendientes nro.1 al Campeonato de la División X de TNA. El 1 de diciembre en Impact Wrestling , Mandrews, DJZ y Braxton Sutter se enfrentaron entre sí por el Campeonato de la División X, donde Mandrews estaba cerca de ganar después de aplicar el "Shooting Star Press" cuando DJZ fue capaz de cubrir a Mandrews para retener el campeonato. Cuando Mandrews y Sutter ayudaron un DJZ lesionado, pero Mandrews los atacó a éste y a Sutter, haciendo su primer Turn Heel dentro de la compañía.
El 5 de enero de 2017, se informó que el contrato de Mandrews con TNA había expirado a finales de 2016 y que había dejado la empresa. Mandrews tuvo su último partido en TNA en la edición del 8 de diciembre en Impact Wrestling derrotando a Aiden O'Shea.

### Pro Wrestling Guerrilla (2015-2016)
Andrew debutó el 28 de agosto de 2015 en Pro Wrestling Guerrilla (PWG) en el torneo de Battle of Los Angeles 2015, perdiendo ante Will Ospreay en la primera ronda. En diciembre en All Star Weekend 11, perdió a Chuck Taylor en la noche 1 y ante Ricochet en la noche 2. Después de perder a Roderick Strong en Star Weekend Los 12 el 1 de marzo de 2016, Andrews anotó su primera victoria al derrotar a Player Uno en la noche 2. En Prince of May 20, perdió ante Marty Scurll . En el Battle of Los Angeles 2016 , Andrews venció a Pete Dunne en la primera ronda y Chris Hero en los cuartos de final, pero perdieron ante Trevor Lee en las semifinales.

### WWE (2017-2022)
El 5 de enero de 2017, Andrews fue confirmado para el Torneo por el Campeonato de Reino Unido de WWE, el cual se dio en los días 14 y 15 de enero. Andrews derrotó a Dan Moloney en la primera ronda y a Joseph Conners en los cuartos de final, siendo eliminado en las semifinales ante Pete Dunne. Debutó en NXT el 22 de febrero, perdiendo otra vez ante Pete Dunne.
Se unió al elenco de 205 Live como participante de un torneo para coronar a un nuevo campeón crucero, derrotando a Akira Tozawa en la primera ronda pero cayó derrotado a manos de Drew Gulak en la segunda ronda. Después de derrotar a Tony Nese en una edición de 205 Live,le fue concedida una revancha contra Gulak por parte del gerente general Drake Maverick.
Ya en 2021, en el NXT UK emitido el 28 de enero, junto a Flash Morgan Webster se enfrentaron a The Hunt(Primate & Wild Boar), Pretty Deadly(Sam Stiker & Lewis Howley), Ashton Smith & Oliver Carter en un Fatal-4 Way Elimination Match por una oportunidad a los Campeonatos en Parejas de NXT UK de Gallus(Mark Coffey & Wolfgang), eliminando a Smith & Carter, sin embargo fueron eliminados por Pretty Deadly, en el NXT UK emitido el 11 de febrero, junto a Flash Morgan Webster derrotaron a The Hunt(Primate & Wild Boar) en un Tag Team Street Fight, terminando así el feudo. En el NXT UK emitido el 11 de marzo, junto a Flash Morgan Webster fueron derrotados por Amir Jordan & Kenny Williams.

### Impact Wrestling (2023-presente)
¡En el episodio del 12 de mayo de 2023 de Impact!, se anunció que Andrews y Morgan Webster (acompañados por Dani Luna) desafiarán a los Campeones Mundiales en Parejas de Impact ABC (Ace Austin y Chris Bey). El 26 de mayo en Under Siege, Webster y Andrews no pudieron ganar los títulos de ABC.

## Defender Indy Wrestling
Andrews es el cofundador de "Defender Indy Wrestling", una marca de ropa para los aficionados a la lucha libre independiente. Inspirado por el mensaje "DEFENDER Pop Punk" propagada por banda estadounidense "Hombre al Agua". Andrews creó la marca en 2011 con los también luchadores británicos Pete Dunne y Eddie Dennis, teniendo producción de camisetas, sudaderas y otros accesorios.

## Vida personal
Fuera de la lucha profesional, Andrews es parte de una banda Pop-punk llamada 'Junior', donde él es un cantante y bajista. Después de estudiar GCSE y A Levels en la Escuela Secundaria de Cardiff , Andrews asistió a la Universidad de Glamorgan.

## Campeonatos y logros
- Attack! Pro Wrestling
  - Attack! 24/7 Championship (5 veces)
  - Attack! Tag Team Trophy Championship (1 vez) – con Nixon Newell
  - Elder Stein Invitational (2011)

- Celtic Wrestling
  - CW Tag Team Championship (1 vez) – con Tommy Dean
  - Halloween Tournament (2008)

- Chikara
  - Rey de Voladores (2015)

- Fight! Nation Wrestling
  - FNW British Championship (1 vez)
  - FNW British Title Tournament (2016)

- Progress Wrestling
  - Progress Championship (1 vez)
  - Progress Tag Team Championship (1 vez) – con Eddie Dennis
  - Natural Progression Series (2013)
  - Progress Tag Team Title Tournament (2014) – con Eddie Dennis
  - Thunderbastard (2017)

- Total Nonstop Action Wrestling/Impact Wrestling
  - Impact World Tag Team Championship (1 vez) – con Morgan Webster
  - TNA British Boot Camp 2

- World Wrestling Entertainment/WWE
  - NXT UK Tag Team Championship (1 vez) - con Flash Morgan Webster

- Pro Wrestling Illustrated
  - PWI ranked him 165 of the top 500 singles wrestlers in the PWI 500 in 2016